# ليوبولد إنجل
ليوبولد إنجل (بالألمانية: Leopold Engel)‏ هو كاتب ألماني، ولد في 19 أبريل 1858 في سانت بطرسبرغ في روسيا، وتوفي في 8 نوفمبر 1931 في برلين في ألمانيا.